# François Choye
François Choye (* 30. Juli 1658 in Besançon; † Anfang Februar 1706) war ein Holzbildhauer aus Savoyen.

## Leben
Choye wurde bei seinem Vater ausgebildet und war später Schwager des Bildhauers Philippe Doby. Er stand an der Spitze einer Gruppe von Künstlern, die in Holz geschnitzte, reich geschmückte Altäre und Kanzeln schuf und in der Umgebung von Besançon aktiv war. Unter anderem erhielt Choye Aufträge von der Confrérie de la Croix in Besançon. 1696 war er in der Kirche von Amagney beschäftigt, 1699 in der von Avrigney, 1705 in Bresilley. Erhalten geblieben ist unter anderem ein monumentaler Altar aus dem Jahr 1702 in der Kirche von Vuillafans, dessen Figuren fast lebensgroß sind. Den größeren Teil des Figurenschmucks hat Choye geschaffen; der kleinere Teil stammt von Jean Ligier. Die Dorfkirche von Saint-Hilaire erhielt ein Tabernakel, das Choye ursprünglich für die Cordeliers in Besançon geschaffen hatte. Choye starb zwischen dem 1. und dem 4. Februar 1706.